# Charlottetown Rural High School
Charlottetown Rural High School (CRHS), communément appelée comme « The Rural », est une école secondaire canadienne à Charlottetown, Île-du-Prince-Édouard. Les étudiants de l'école viennent des parties nord et est du comté de Queens, incluant la ville de Charlottetown et le village de Stratford.
L'école fait partie administrativement de la Commission scolaire de langue anglaise. Ces couleurs officielles sont le rouge et le blanc. Sa mascotte est un Pirate (raider). Les équipes de sport de "The Rural" sont appelés les Rural Raiders.

## Histoire et caractéristiques
- En 1966, Charlottetown Rural High School fut bâti dans la banlieue grossissante de West Royalty, au nord des limites municipales de la ville de Charlottetown.

- En 1994, l'école fut complètement rénovée à sa configuration présente qui a vu une nouvelle cafétéria et de l'espace pour de l'instruction spécialisée. Les rénovations fit que l'extérieur et l'intérieur remodelé en utilisant une conception moderne avec des angles inusités et des courbes qui symbolisent les vagues qui entourent l'Île-du-Prince-Édouard.

- En 1995, West Royalty fut fusionné avec la ville de Charlottetown ; mais le nom de l'école ne changeât pas.

L'école est présentement la plus grosse de la province pour ce qui est du nombre d'étudiants et la 2e pour ce qui est de la superficie. L'école secondaire offre les langues françaises et anglaises et le Baccalauréat international.

## Activité extrascolaires

### Sports d'école
Les sports à Charlottetown Rural incluent: 
- garçons et filles basketball
- garçons et filles lutte
- garçons et filles rugby
- garçons et filles soccer
- garçons et filles Athlétisme (piste et pelouse)
- garçons et filles volleyball
- garçons et filles softball
- garçons et filles hockey sur gazon
- garçons et filles badminton
- garçons et filles cross-country
- garçons et filles golf
- garçons et filles et mixte balle aux prisonniers

Tournois de basketball - Le « Confederation City Classic » est un tournoi annuel de basketball joué chaque janvier à Charlottetown Rural qui attire 24 équipes des provinces maritimes et parfois plus loin.  2008 était la 25e année du tournoi.

### Clubs de Charlottetown Rural
Charlottetown Rural High a des clubs comme : 
- E.Y.E.S. Committee (Empowering Youth through Engagement in Service)
- Free The Children (Enfants Entraide)
- Journal de l'école - Rural Reader
- Comité de l'Album de finissants
- Comité de la remise des diplômes
- Comité du Bal des finissants
- Envirothon
- Conseil d'étudiants

## Donner à la communauté
Chaque année, les étudiants et les employés de l'école prennent part à différentes collectes pour des charités.
Un projet annuel est 'Adopter une famille' (Adopt A Family). Ce projet a lieu de décembre, chaque classe où l'on prend les présences, sont assignés une famille et reçoivent une liste des choses que chaque membre veut pour Noël. Les étudiants donnent leur propre argent et/ou font des activités pour ramasser de l'argent, puis ils achètent les items qui sont sur les listes. Chaque année, des douzaines de familles du ÎPÉ sont capables d'avoir des cadeaux pour Noël et manger à cause de ceci.
Les charités commanditées par le conseil d'étudiants incluent :
- 2006-2007 - Enfants Entraide
- 2007-2008 - La Fondation Rêves d'Enfants du Canada
- 2010-2011 - Enfants Entraide

## Ancien étudiant remarquable
- Wayne Easter, CP, Député et ancien solliciteur général du Canada[1].

## Anciens enseignants remarquables
[réf. souhaitée]
- Mildred Dover (en), ancien chef du département d'anglais, ancien membre de l'Assemblée législative de l'Île-du-Prince-Édouard, ministre de la santé et des services sociaux de l'ÎPÉ et Présidente de la Chambre.

- Chester Gillan (en), ancien ministre provincial dans plusieurs départements incluant Ministère de l'Éducation.